# النازية والعرق

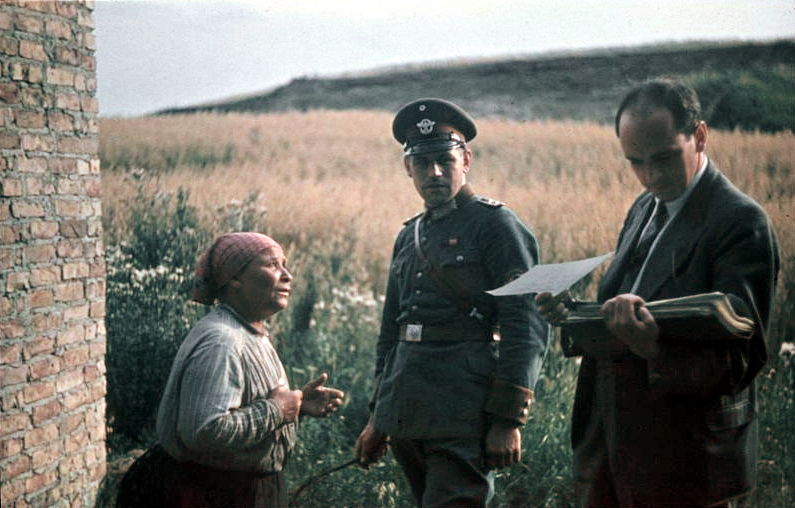

النازية والعرق باعتماد الحزب النازي ومواصلة تطوير العديد من الفرضيات المتعلقة بمفهوم العرق. تم إجراء تصنيفات للأجناس البشرية وأجريت قياسات مختلفة لعينات السكان خلال ثلاثينيات القرن العشرين.

## التسلسل الهرمي العنصري
ادعى النازيون لمراقبة علمية التسلسل الهرمي الصارم للجنس البشري. يمكن الاطلاع على رؤية هتلر تجاه العرق والناس في كتاب كفاحي ولكن بشكل أكثر تحديداً في الفصل 11 «الأمة والعرق».

### آري: النوردك والجرمان
أشار هتلر إلى "جنس آري" الذي أسس نوعًا متميزًا من الإنسانية. كان أنقى مخزون من الآريين وفقًا للإيديولوجية النازية هو شعب الشمال في ألمانيا وإنجلترا والدنمارك وهولندا والسويد والنرويج. عرف النازيون بلدان الشمال الأوروبي بسمات الطول (بمتوسط 175 سم)، الوجوه الطويلة، الذقن البارزة، أنوف ضيقة ومستقيمة، بنيات خفيفة، جماجم دولفيوسفول، شعر فاتح اللون، عيون فاتحة، بشرة فاتحة. ادعى النازيون أن الشعب الجرماني يمثل على وجه التحديد فرعًا من السكان الآريين الشماليين. لم يعتبر النازيون أن جميع الألمان من العرق الشمالي (الذي كان يهيمن على الشمال)، وذكر أن ألمانيا تضم أيضًا عددًا كبيرًا من سكان "جبال الألب". قام هانز ف. غونتر، المنظّر العنصري النازي لهتلر والنازية، بتأطير هذا كمسألة يجب تصحيحها من خلال التربية الانتقائية لسمات "الشمال". أكدت دعاية هتلر للشباب على الطبيعة "الاسكندنافية" للألمان، مع النص الصادر لجميع أعضاء شباب هتلر قائلًا: "العنصر الرئيسي لشعبنا هو العرق الاسكندنافي (55٪). هذا لا يعني أن نصف شعبنا من بلدان الشمال الأوروبي الخالصة. جميع الاعراق المذكورة أعلاه تظهر في خلائط في جميع أنحاء وطننا الأم.

### أعراق شرق آسيا تساوي الآريين أو «الآري الفخري»
اعتبرت ألمانيا النازية كلا من الصينيين الهان واليابانيين «الآريين من الشرق»، و«الآريين الفخريين» و«الهيرنوفولك في الشرق» (أي «العرق السيد لشرق»).

### آريان: الفنلنديون
عندما غزت ألمانيا الاتحاد السوفياتي في يونيو 1941، شاركت فنلندا في الغزو في المقام الأول لاستعادة الأراضي التي اضطرت للتنازل عنها للاتحاد السوفياتي بعد معاهدة موسكو للسلام التي أنهت الحرب الشتوية بين الفنلنديين والسوفييت. أدى النجاح العسكري بسرعة إلى الاحتلال الفنلندي لشرق كاريليا. بسبب تراثهم الفنلندي الأوغري، تم تصنيف الفنلنديين في البداية على يد خبراء عنصريين من النازيين كشعب لا صلة له ببلدان الشمال الأخرى، على الرغم من تاريخ طويل من الوحدة السياسية مع السويد. نتيجة لذلك، تم تفضيل الأقلية الناطقة بالسويدية في فنلندا على المتحدثين بالفنلندية في البداية لتجنيدهم في الكتيبة التطوعية الفنلندية التابعة لفافن - إس إس لأنهم اعتبروا بشكل قاطع جزءًا من «عرق الشمال».

### الطبقات الدنيا

#### بريطانيا
ووفقًا لجونتر، فإن أكثر المناطق النوردية الشمالية هي الدول الاسكندنافية وشمال ألمانيا، ولا سيما النرويج والسويد، موضحا: «ربما، قد نأخذ الدم السويدي إلى أكثر من 80 في المائة من الشمال، والدم النرويجي حوالي 80 في المائة.» على النقيض من ذلك، لم تُعتبر بريطانيا وجنوب ألمانيا من بلدان الشمال الأوروبي بالكامل. قيل إن ألمانيا تمثل 55٪ من بلدان الشمال الأوروبي، أما بقية جبال الألب (خاصة جنوب ألمانيا) أو الديناريك أو شرق البلطيق (خاصة ألمانيا الشرقية).

#### فرنسا
نظر هتلر إلى الفرنسيين على أنهم قريبون من الألمان من الناحية العرقية، ولكن ليس تمامًا أقرانهم. وقال عن شخصيتهم العنصرية: «تبقى فرنسا معادية لنا. إنها تحتوي، بالإضافة إلى دمها في الشمال، دمًا سيكون دائمًا غريبًا علينا.»  ردد غونثر هذا الشعور قائلاً إن الفرنسيين كانوا في الغالب من جبال الألب والبحر الأبيض المتوسط بدلاً من الشمال، لكن سلالة الشمال الثقيلة ما زالت موجودة. وصف الفرنسيين بأنهم يمتلكون النسب العرقية التالية: الشمال، 25٪؛ جبال الألب أو Dinaric 50 ٪؛ البحر الأبيض المتوسط، 25٪. وقيل إن هذه الأجناس هي الأكثر انتشارًا في شمال ووسط وجنوب فرنسا على التوالي.

### الفرس
ابتداءً من عام 1933، بذلت القيادة النازية في ألمانيا جهودًا لزيادة نفوذها في إيران، وقاموا بتمويل وإدارة مجلة عنصرية هناك، هي إيران باستان، شارك في تحريرها الشيخ عبد الرحمن سيف الإيراني. هذه المنشورات وغيرها من المنشورات الشوفينية في الثلاثينيات كانت شعبية بين النخب الإيرانية. لقد "سلطوا الضوء على الماضي والأمجاد السابقة للأمة الفارسية وألقوا باللوم على" العرب والأتراك "المفترضين في تخلف إيران.

## التسلسل الهرمي العرقي
ادعى النازيون أنهم اتبعوا تسلسل هرمي علمي صارم للجنس البشري. يمكن الاطلاع على وجهة نظر هتلر تجاه الأعراق والشعوب في كتابه كفاحي، خاصة في الفصل الحادي عشر «الأمم والأعراق». احتوى النص الدعائي الأساسي لأعضاء منظمة شباب هتلر على فصل يتحدث عن «عرق الشعب الألماني»، وقد استشهد كثيرًا بأعمال هانس إف. كي. غونثر. يبدو على النص تناول الأعراق الأوروبية بالترتيب التنازلي في التسلسل الهرمي النازي، فعرق الشمال (بالإضافة إلى السلالة الفاليكية الفرعية) يأتي أولًا، وعرق الغرب (شعوب البحر المتوسط) ثانيًا، والعرق الديناري ثالثًا، وعرق الشرق (جبال الألب) رابعًا، وأخيرًا عرق شرق البلطيق في المرتبة الأخيرة.

### العرق الآري: النوردان والجرمان
أشار هتلر إلى «الجنس الآري» باعتباره يكرس لنوع متفوق من الجنس البشري. كان أنقى الآريين وفقًا للإيديولوجية النازية شعوب الشمال (النوردان) من ألمانيا وإنجلترا وهولندا وإسكندنافيا. ميز النازيون النورديين بطول القامة (في المتوسط 175 سنتيمتر)، والوجوه الطويلة، والذقن البارزة، والأنوف الضيقة والمستقيمة أو المعقوفة ذات القاعدة العالية، والبنيات اللائقة بدنيًا، والجماجم الطولية، والشعر الفاتح المستقيم، والعيون الفاتحة، والبشرة النقية. ادعى النازيون أن الشعوب الجرمانية تمثل على وجه التحديد سلالة جنوبية من السكان الآريين الشماليين. لم يعتبر النازيون جميع الألمان من النوردان (حيث ساد وجودهم في الشمال)، وذكروا أن ألمانيا لديها أيضًا عددًا كبيرًا من سكان «جبال الألب» (الذين تميزوا، من بين ميزات أخرى، بالقامة المنخفضة، والبنى السمينة، والأنوف المسطحة، وارتفاع معدلات تواجد الشعر الداكن والعيون الداكنة). اعتبر هتلر والمنظر العرقي النازي هانس إف. كي. غونثر هذا الأمر مسألة يجب تصحيحها عبر التربية الانتقائية لصفات «الشمال». شددت دعاية منظمة شباب هتلر على الطابع «الشمالي» للألمان، إذ ذكر النص الصادر إلى جميع أعضاء المنظمة أن: «العنصر الرئيسي لشعبنا هو العرق الشمالي (55%). وهذا لا يعني أن نصف شعبنا شمالي خالص. إذ تختلط جميع الأعراق المذكورة آنفًا بجميع أنحاء وطننا. غير أن الوضع الذي جعل الجزء الأكبر من شعبنا ينحدر من أصول شمالية يبرر اتخاذ وجهة نظر شمالية عند تقييم شخصيتنا وروحنا، وبنيتنا الجسدية، وجمالنا الجسدي».

### في الفلسفة
شارك الفلاسفة وغيرهم من المنظرين في صياغة أيديولوجيا النازية. ظلت العلاقة بين هايدجر والنازية موضوعًا جدليًا في تاريخ الفلسفة حتى اليوم. وصف مارتن هايدغر، وفقًا للفيلسوف إيمانويل فاي، سبينوزا بأنه «فريمدكوربري، Fremdkörper، في الفلسفة» (شخص غير معهود في الفلسفة). لاحظ فاي أن مصطلح فريمدكوربري كان ينتمي إلى المعجم النازي، وليس إلى الألمانية الكلاسيكية. انتقد مارتن هايدغر، مع ذلك، العلم العنصري، لا سيما في محاضراته عن نيتشه، التي ترفض الحتمية البيولوجية بشكل عام، كما تفتقر أعمال هايدغر عمومًا، وحتى تلك المتعلقة بالقومية الألمانية الأكثر دعمًا للنازية في أوائل الثلاثينيات، كخطابه الأكاديمي سيئ السمعة، إلى أي لغة عنصرية واضحة. لذلك من الصعب ربط هايدغر بأي نظرية عنصرية. وضع كارل شميت فلسفة القانون مشيدًا بالفوهررية والشعب الألماني، في حين استخدم ألفريد بيوملر فكر نيتشه، ولا سيما مفهومه «إرادة القوة»، في محاولة لتبرير النازية.